# هورست فيشر (بواق)
هورست فيشر (بالألمانية: Horst Fischer)‏ هو بواق ألماني، ولد في 8 يونيو 1930 في كيمنتس في ألمانيا، وتوفي في 21 مارس 1986 في كولونيا في ألمانيا.

## وصلات خارجية
- هورست فيشر على موقع IMDb (الإنجليزية)
- هورست فيشر على موقع ميوزك برينز (الإنجليزية)
- هورست فيشر على موقع أول ميوزيك (الإنجليزية)
- هورست فيشر على موقع ديسكوغز (الإنجليزية)
- هورست فيشر على موقع كينوبويسك (الروسية)